# Wincenty Wawro
Wincenty Wawro, né le 31 mai 1931, à Sulechów, en Pologne et décédé le 22 décembre 1997, à Varsovie, en Pologne, est un ancien joueur de basket-ball polonais.